# Stromae
Поль Ван А́вер (фр. Paul Van Haver; род. 12 марта 1985, Брюссель, Бельгия), более известный как Stromae (произн. как Строма́й) — бельгийский певец, рэпер, музыкант и автор песен.
Фамилия Van Haver нидерландского происхождения и на нидерландском произносится как Ван А́вер. Сценический псевдоним Stromae — искажённое слово «маэстро» (Maestro) на французском жаргоне верлан.

## Биография
Родился в Брюсселе 12 марта 1985 года.
Отец Поля — тутси (архитектор по специальности), был убит в Руанде во время геноцида в 1994 году, мать фламандка .
В 2000 году он выбирает псевдоним Opmaestro и начинает свою деятельность в рэп-мире. Но вскоре он меняет его, остановившись на Stromae.
В 18 лет Поль совместно с JEDI (Дидье Жан-Лонган) создаёт группу, и они записывают песню и видео «Faut que t’arrête le Rap». Тем не менее, JEDI решает оставить дуэт, что знаменует собой начало сольной карьеры Stromae.
В 2006 году Stromae принимает участие в Hip-hop Family, а также Juste Debout Benelux в 2007.
Для того, чтобы оплатить обучение, Поль в течение года работает в сети ресторанов быстрого питания Quick. Средств не хватает, но он поступает в Национальный институт кинематографии и радиоэлектроники (INRACI) на факультет кино, а на заработанные деньги записывает свой первый альбом EP «Juste un cerveau, un flow, un fond et un mic…».
В 2008 году Поль записывает сингл «Cette fois interprété» с Мелиссой M для альбома «Avec tout mon amour», а также четыре композиции для альбома Керри Джеймса «À L’Ombre Du Show Business» и песню «Si je t’emmène» с Anggun.
В 2009 году он выпускает сингл «Alors on danse», который очень скоро становится популярным и в других европейских странах. Сингл занимает первые места в топе продаж во Франции, Германии. На данный момент эта песня является «визитной карточкой» рэпера.
3 апреля 2010 года на Award NRJ Stromae получает премию.
Stromae является автором песни «Meltdown», записанной при участии певицы Лорд, рэперов Pusha T и Q-Tip и американской поп-рок группы Haim, которая вошла в саундтрек фильма «Голодные игры: Сойка-пересмешница. Часть 1».
В своих композициях Stromae использует компьютер с программным обеспечением Reason. В сети есть ряд видео под названием «Les leçons de Stromae», где Поль ван Авер объясняет построение некоторых своих музыкальных композиций.
15 октября 2021 года выходит первый сингл за 8 лет «Santé» и клип к нему.
9 января 2022 года на телеканале «TF1» Stromae исполняет песню из альбома «Multitude», «L'enfer», а на следующий день выпускает клип. 4 марта того же года певец выпускает свой третий студийный альбом «Multitude», включающий в себя последние два сингла.
В апреле 2023 года певец отменил множество туров в Европе по состоянию здоровья.

## Личная жизнь
Stromae подтвердил в июне 2011 года, что встречался с бывшей «Мисс Бельгия — 2005» Татьяна Сильва Брага Таварес. Они расстались в сентябре 2012 года.
Женат на стилистке Корали Барбье. 23 сентября 2018 года у пары родился первенец — сын.

## Дискография

### Студийные альбомы
| Год  | Альбом                                                                   | Чарты    | Чарты    | Чарты | Чарты | Чарты | Чарты | Чарты | Чарты |
| Год  | Альбом                                                                   | BEL (Wa) | BEL (Vl) | AUT   | NL    | FRA   | GRE   | SWI   | GER   |
| ---- | ------------------------------------------------------------------------ | -------- | -------- | ----- | ----- | ----- | ----- | ----- | ----- |
| 2010 | Cheese - Релиз: 14 июня 2010 - Лейбл: Vertigo, Mosaert, Universal France | 1        | 7        | 34    | 75    | 6     | 4     | 18    | 29    |
| 2013 | Racine Carrée - Релиз: 16 августа 2013                                   | 1        | 1        | -     | 1     | 1     | -     | 1     | 21    |
| 2022 | Multitude - Релиз: 4 марта 2022                                          |          |          | -     |       |       | -     |       |       |

### EP-альбомы
| Год  | Детали |
| ---- | --- |
| 2007 | Juste un cerveau, un flow, un fond et un mic… - Лейбл: Institut National de Radioélectricité et Cinématographie |

### Микстейпы
| Год  | Детали                                                                    |
| ---- | ------------------------------------------------------------------------- |
| 2006 | Freestyle Finest - Совместно с Gandhi, K-Deeja                            |
| 2009 | Mixture Elecstro - Лейбл: Because Music, Kilomaitre - Совместно с DJ Psar |

### Видео-альбомы
| Год  | Детали                                      |
| ---- | ------------------------------------------- |
| 2015 | Racine carrée Live - Релиз: 11 декабря 2015 |

### Синглы
| Год  | Название                                        | Чарты    | Чарты    | Чарты | Чарты | Чарты | Чарты | Чарты | Чарты | Чарты | Чарты | Чарты | Статус продаж                                                               | Альбом           |
| Год  | Название                                        | BEL (Wa) | BEL (Vl) | AUT   | CZ    | NL    | FRA   | GER   | ITA   | SWI   | RUS   | EU    | Статус продаж                                                               | Альбом           |
| ---- | ----------------------------------------------- | -------- | -------- | ----- | ----- | ----- | ----- | ----- | ----- | ----- | ----- | ----- | --------------------------------------------------------------------------- | ---------------- |
| 2009 | «Up saw liz»                                    | —        | —        | —     | —     | —     | —     | —     | —     | —     | —     | —     |                                                                             | Mixture Elecstro |
| 2009 | «Alors on danse»                                | 1        | 1        | 1     | 1     | 1     | 1     | 1     | 1     | 1     | 1     | 1     | - BEL: 3хПлатиновый - DEN: Платиновый - GER: Платиновый - SWI: 2хПлатиновый | Cheese           |
| 2010 | «Bienvenue chez moi»                            | —        | —        | —     | —     | —     | —     | —     | —     | —     | —     | —     |                                                                             | Cheese           |
| 2010 | «Te quiero»                                     | 4        | 17       | —     | 90    | —     | 153   | —     | —     | 62    | —     | —     |                                                                             | Cheese           |
| 2010 | «House’llelujah»                                | 22       | —        | —     | —     | —     | —     | —     | —     | —     | —     | —     |                                                                             | Cheese           |
| 2010 | «Rail de musique»                               | —        | —        | —     | —     | —     | —     | —     | —     | —     | —     | —     |                                                                             | Cheese           |
| 2010 | «Peace or Violence»                             | 12       | —        | 74    | —     | —     | —     | —     | —     | —     | —     | —     |                                                                             | Cheese           |
| 2010 | «Silence»                                       | 26       | —        | —     | —     | —     | —     | —     | —     | —     | —     | —     |                                                                             | Cheese           |
| 2010 | «Je cours»                                      | 16       | 15       | —     | —     | —     | —     | —     | —     | —     | —     | —     |                                                                             | Cheese           |
| 2013 | «Papaoutai»                                     | 1        | 3        | 3     | —     | 2     | 1     | 6     | 10    | 4     | 1     | —     | - BEL: 2хПлатиновый - SWI: 2хПлатиновый                                     | Racine Carrée    |
| 2013 | «Formidable»                                    | 1        | 1        | 36    | —     | 2     | 1     | 39    | 16    | 13    | —     | —     | - BEL: 3хПлатиновый - SWI: Платиновый                                       | Racine Carrée    |
| 2013 | «Tous les mêmes»                                | 1        | 4        | —     | —     | 29    | 1     | —     | 5     | 27    | 1     | —     | - BEL: Платиновый                                                           | Racine Carrée    |
| 2014 | «Ta fête»                                       | 2        | 6        | —     | —     | 45    | 30    | —     | —     | —     | —     | —     | - BEL: Платиновый                                                           | Racine Carrée    |
| 2014 | «Ave Cesaria»                                   | 45       | —        | —     | —     | —     | 97    | —     | —     | —     | —     | —     |                                                                             | Racine Carrée    |
| 2014 | «Meltdown» (feat. Lorde, Pusha T, Q-Tip & Haim) | 5        | 7        | —     | —     | —     | 107   | —     | —     | —     | —     | —     |                                                                             |                  |
| 2015 | «Carmen»                                        | 46       | 31       | —     | —     | —     | 67    | —     | —     | —     | —     | —     |                                                                             | Racine Carrée    |
| 2015 | «Quand c’est?»                                  | —        | 39       | —     | —     | —     | 142   | —     | —     | —     | —     | —     |                                                                             | Racine Carrée    |
| 2017 | «Repetto X Mosaert»                             | —        | —        | —     | —     | —     | —     | —     | —     | —     | —     | —     |                                                                             |                  |
| 2018 | «Défiler»                                       | 7        | 29       | —     | —     | —     | 8     | —     | —     | —     | —     | —     |                                                                             |                  |
| 2021 | «Santé»                                         | 1        | 2        | —     | —     | 27    | 3     | —     | —     | 12    | —     | —     |                                                                             | Multitude        |
| 2022 | «L'enfer»                                       | 1        | 1        | —     | —     | 10    | 1     | —     | —     | 3     | 31    | —     |                                                                             | Multitude        |
| 2024 | «Ma meilleure ennemie» (feat. Pomme)            | —        | —        | —     | —     | —     | —     | —     | —     | —     | —     | —     |                                                                             |                  |

### Другие композиции
- 2003 — «Faut qu’t’arrêtes le rap…» (feat. J.E.D.I.)
- 2009 — «C’est Stromae»
- 2009 — «Promoson»